# 한국산업은행
한국산업은행(韓國產業銀行, 영어: Korea Development Bank)은 대한민국의 산업 개발과 국민 경제의 발전을 위하여 한국산업은행법에 의해 1954년 설립된 대한민국 금융위원회 산하 기타공공기관으로 명칭으로는 한국산업은행, 산업은행, KDB산업은행 등이 혼용된다.

## 연혁
- 1954년: 한국산업은행법에 의해 설립
- 2001년: 여의도동으로 본점 이전
- 2009년: 이명박 정부의 민영화 계획 추진에 따라 산은금융지주와 한국정책금융공사로 분리
- 2015년: 박근혜 정부의 민영화 계획 철회에 따라 산은금융지주와 한국정책금융공사를 흡수합병
- 2016년: KDB대우증권(현 미래에셋증권)과 KDB자산운용(현 멀티에셋자산운용)을 미래에셋금융그룹에 매각
- 2019년: KDB인베스트먼트 설립

## 사진

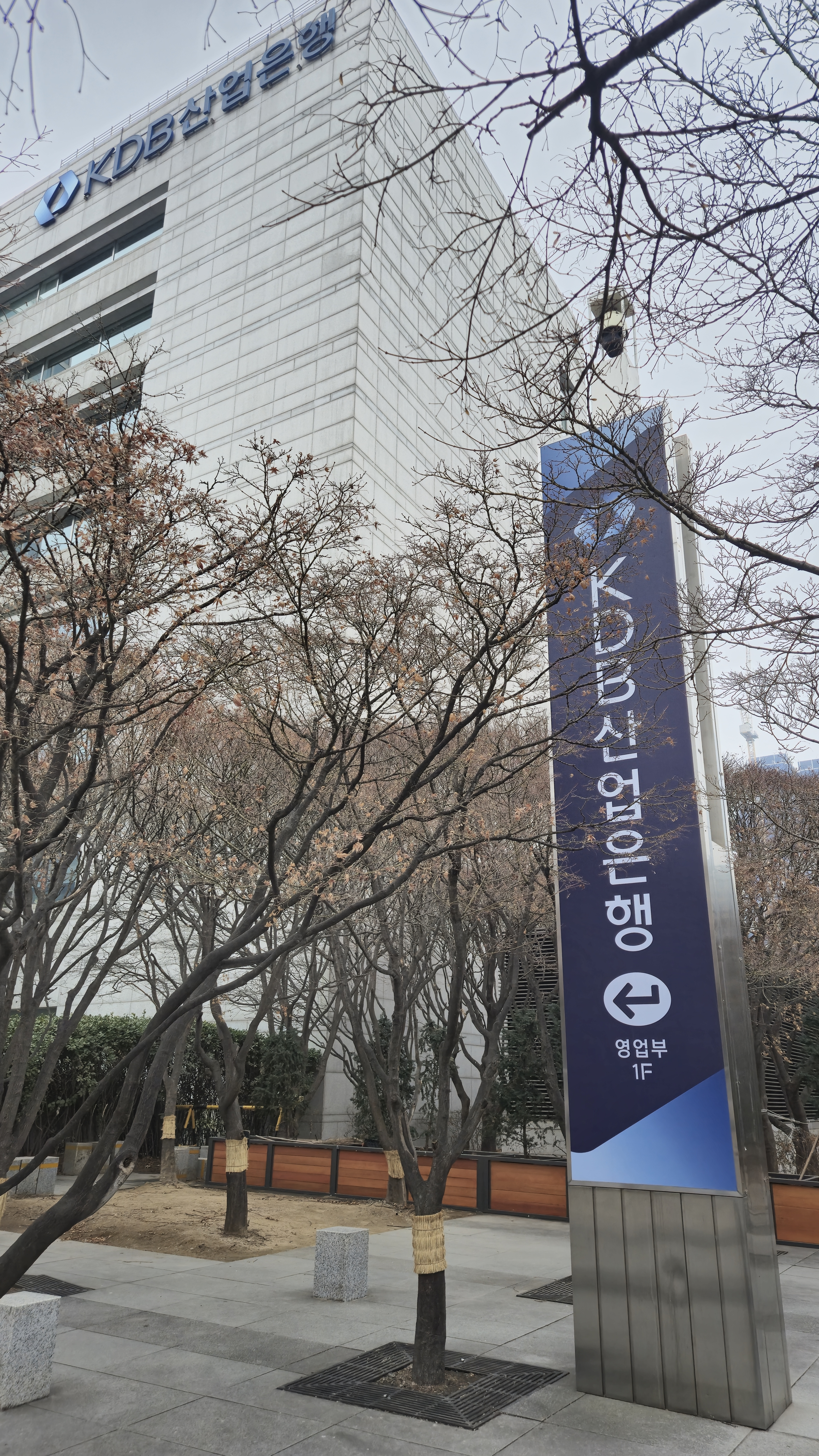
KDB산업은행 여의도 간판
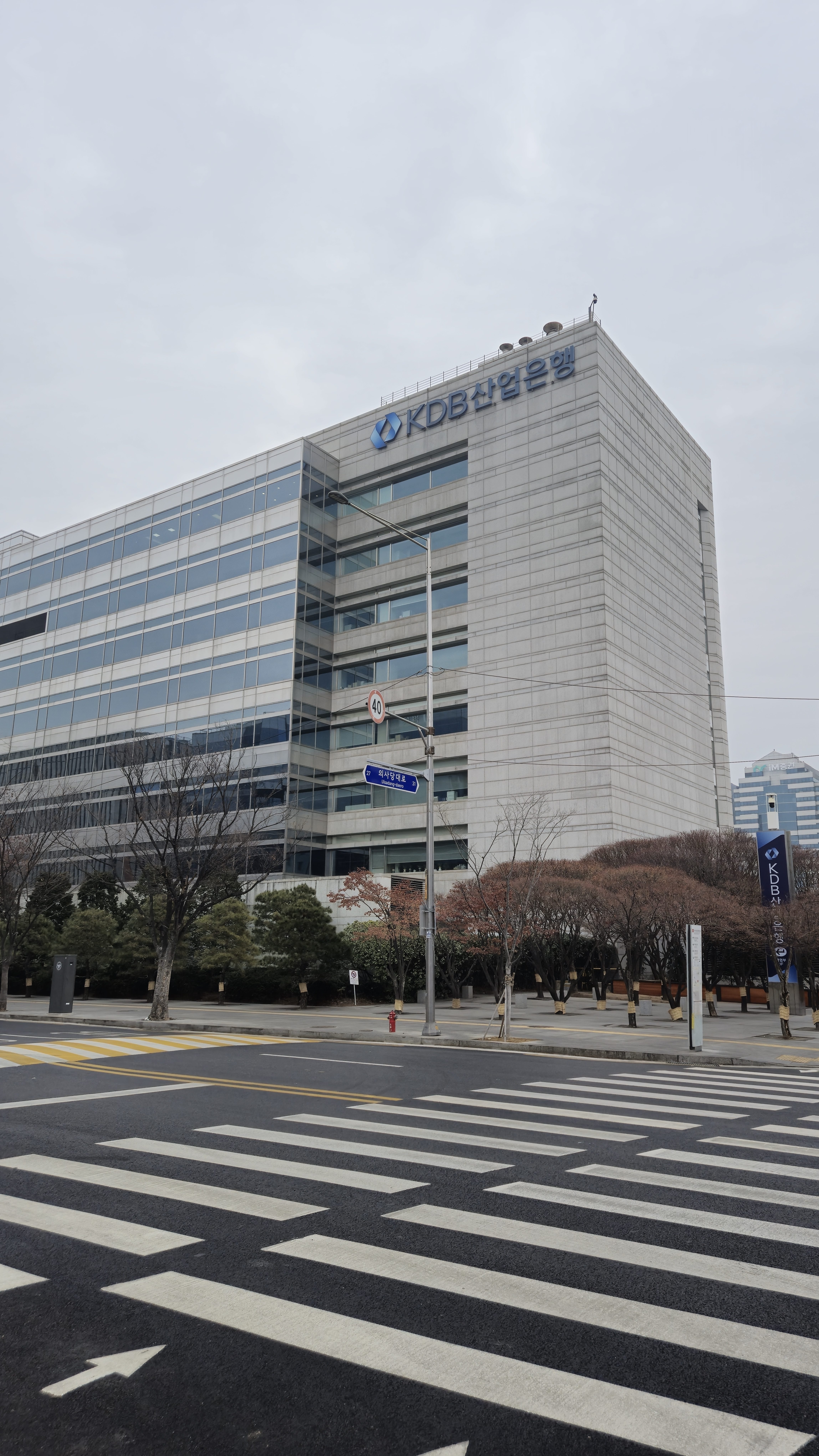
KDB산업은행 여의도
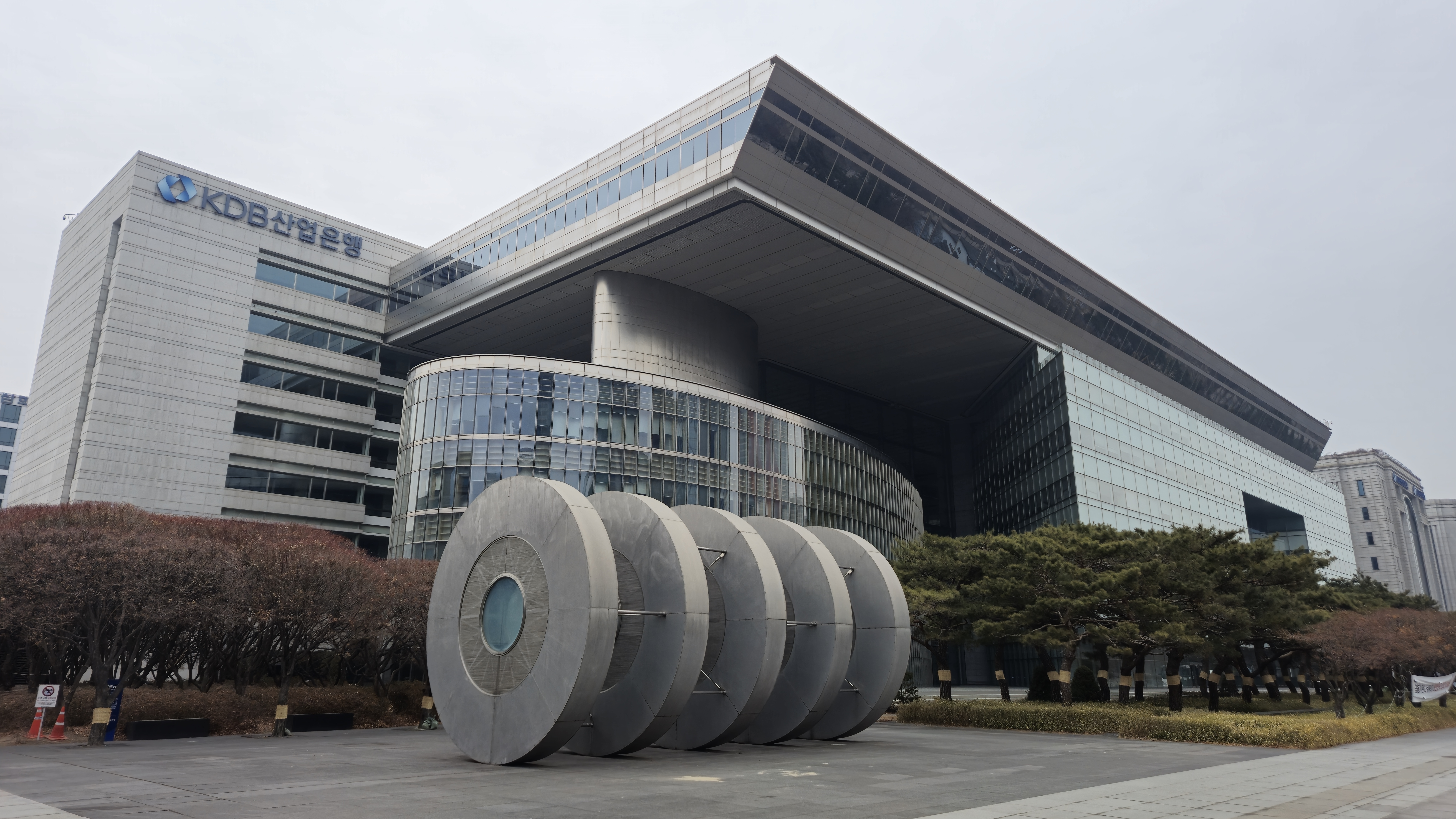
KDB산업은행 여의도 조형물

## 영업점

### 국내 지점
2023년 12월 말 기준
- 본점: 서울특별시 영등포구 은행로 14 (여의도동)
- 지점 및 영업단: 60개

### 국외 지점
2017년 6월 말 기준
- 지점: 뉴욕(미국), 런던(영국), 싱가포르(싱가포르), 도쿄(일본), 광저우, 베이징, 상하이, 선양, 칭다오(중국)
- 현지법인: 상파울루(브라질), 더블린(아일랜드), 타슈켄트(우즈베키스탄), 부다페스트(헝가리), 홍콩(중국)
- 사무소: 마닐라(필리핀), 모스크바(러시아), 방콕(태국), 시드니(호주), 아부다비(아랍에미리트), 양곤(미얀마), 프랑크푸르트(독일), 호치민(베트남)

## 역대 산업은행장

### 한국산업은행 총재
- 구용서 (1954 ~ 1958)
- 김영찬 (1958 ~ 1960)
- 김영휘 (1960, 1968 ~ 1971)
- 서병수 (1960 ~ 1961)
- 이필석 (1961)
- 나익진 (1961 ~ 1962)
- 김세련 (1962)
- 서진수 (1962 ~ 1963)
- 박동규 (1963)
- 홍승희 (1963 ~ 1964)
- 이정환 (1964 ~ 1968)
- 김민호 (1971 ~ 1972)
- 김원기 (1972 ~ 1978)
- 김준성 (1978 ~ 1980)
- 하영기 (1980 ~ 1982)
- 최창락 (1982 ~ 1983)
- 정춘택 (1983 ~ 1985)
- 김흥기 (1985 ~ 1988)
- 정영의 (1988 ~ 1990)
- 이동호 (1990)
- 이형구 (1990 ~ 1994)
- 김시형 (1994 ~ 1997)
- 김영태 (1997 ~ 1998)
- 이근영 (1998 ~ 2000)
- 엄낙용 (2000 ~ 2001)
- 정건용 (2001 ~ 2003)
- 유지창 (2003 ~ 2005)
- 김창록 (2005 ~ 2008)

### KDB금융그룹 회장 겸 KDB산업은행장
- 민유성 (2008 ~ 2011)
- 강만수 (2011 ~ 2013)
- 홍기택 (2013 ~ 2016)

### KDB산업은행 회장
- 이동걸(李東杰) (2016 ~ 2017)
- 이동걸(李東傑) (2017 ~ 2022)
- 강석훈(姜錫勳) (2022 ~ 2025)

## 금융제휴
현재 하나은행과 우체국 ATM에서 수수료가 면제된다. 2001년부터 2021년까지는 우리은행(한빛은행 포함)과 제휴했으며, 2021년을 마지막으로 우리은행과의 제휴가 만료된 후에는 2022년 3월 29일부터 하나은행과 제휴하고 있다.
연결할 수 있는 신용카드사는 현대카드 (체크 연회비 2,000원 부과), 삼성카드 (신용 연회비 5,000원 부과), 비씨카드 전산 기반의 자체카드도 발행하고 있다. 롯데카드 제휴 체크카드도 있었으나 단종되었으며 대한민국에서 Bic code를 가진 금융기관중에서 공상은행과 함께 해외결제가 불가능하다.

## 같이 보기
- 대한민국의 금융기관 목록